# 조하서
조하서 상궁(趙霞棲 尙宮, 1880년 ~ 1965년)은 3세 때 부모를 잃고 헌종비(憲宗妃) 효정황후(孝定皇后) 홍씨 전(殿)의 제조상궁(提調尙宮)으로 있던 고모의 소개로 4세 때 경복궁으로 입궁해서 대비전(大妃殿) 지밀(至密)에서 애기 나인으로 있다가 머리가 총명하여 궁에서 특별 배려로 나인의 신분으로서 숙명여학교(淑明女學校)를 다녔다. 숙명의 제2회 졸업생이다.
후일 이우(李鍝) 황손 결혼을 계기로 일본에 건너가 3년 후에 돌아와 이후 운현궁(雲峴宮)에 머물면서 지냈다. 1965년 4월 조카딸의 집에서 별세하였다.